# Paroxysmal attack
Paroxismal attack（PA)とは、攣縮や痙攣発作（Seizure）等の症状が突然再発したり、強まったりする事を指す。Paroxysmとも呼ばれる。このような短時間で頻発する症状は、様々な疾患で見られる。通常、多発性硬化症や百日咳と関連しているが、脳炎、頭部外傷、脳卒中、喘息、三叉神経痛、泣き入りひきつけ、てんかん、マラリア、脊髄癆、ベーチェット病、発作性夜間ヘモグロビン尿症（PNH）などの他の疾患でも観察される事がある。
paroxysmは「突然の発作、暴発」という意味で、ギリシャ語のπαροξυσμός（paroxusmos）の「苛立ち、憤り」に由来する。
様々な疾患におけるPAが広く報告されており、この現象の基礎的なメカニズムの一つとして、脱髄神経の非シナプス性ニューロン結合（Ephaptic coupling）が推定されている。これは、脊髄神経の脱髄を伴う多発性硬化症や脊髄癆にこの発作が見られる事からも支持される。運動、触覚刺激、熱湯、不安、頸部屈曲などが発作的なPAを誘発する事がある。PAの多くで、疼痛を伴う強直性痙攣、構音障害や運動失調、痺れ、片麻痺などが報告されている。PAは、他の一過性の症状とは異なり、短時間（2分以内）、頻回（1～2回/日～数百回/日）、定型的な様式、薬剤（通常はカルバマゼピン）への優れた反応性が特徴である。また、神経学的所見が残らずに症状が治まることも、この病気を認識する上での重要な特徴である。